# Bâtiment situé 21 rue Maksima Gorkog à Subotica
Le bâtiment situé 21 rue Maksima Gorkog à Subotica (en serbe cyrillique : Зграда у Ул. Максима Горког бр. 21 у Суботици ; en serbe latin : Zgrada u Ul. Maksima Gorkog br. 21 u Subotici) est situé à Subotica, dans la province de Voïvodine et dans le district de Bačka septentrionale, en Serbie. Il est inscrit sur la liste des monuments culturels protégés de la république de Serbie (identifiant no SK 1825).

## Présentation
La maison, située à l'angle des rues Braće Radića et Maksima Gorkog a été construite en 1882 pour Vilmos Tausing selon des plans de Janos Molcer dans un style éclectique. Elle a été modifiée en 1907 selon un projet de Dezső Jakab lors de son séjour à Subotica où il a épousé la fille de Tausing, Irena.
Le plan du bâtiment épouse la lettre latine « L ». Les deux façades sont traitées de la même manière à l'exception du fait que l'une est plus longue que l'autre. L'intérêt de la construction tient au fait que l'angle qui joint les deux façades est arrondi ; à l'intérieur, cet arrondi correspond à une pièce circulaire qui abrite la bibliothèque de Dezső Jakab.